# Protosteira achroa
Protosteira achroa là một loài bướm đêm trong họ Geometridae.